# Mahelma
Mahelma là một đô thị thuộc tỉnh Alger, Algérie. Dân số thời điểm năm 2002 là 14.81 người.